# Zetela alphonsi
Zetela alphonsi is een slakkensoort uit de familie van de Solariellidae. De wetenschappelijke naam van de soort is voor het eerst geldig gepubliceerd in 2002 door Vilvens.